# Woiwodschaft Wenden
Die Woiwodschaft Wenden (polnisch: województwo wendeńskie) war eine kurzlebige Verwaltungseinheit im polnisch-litauischen Herzogtum Livland.

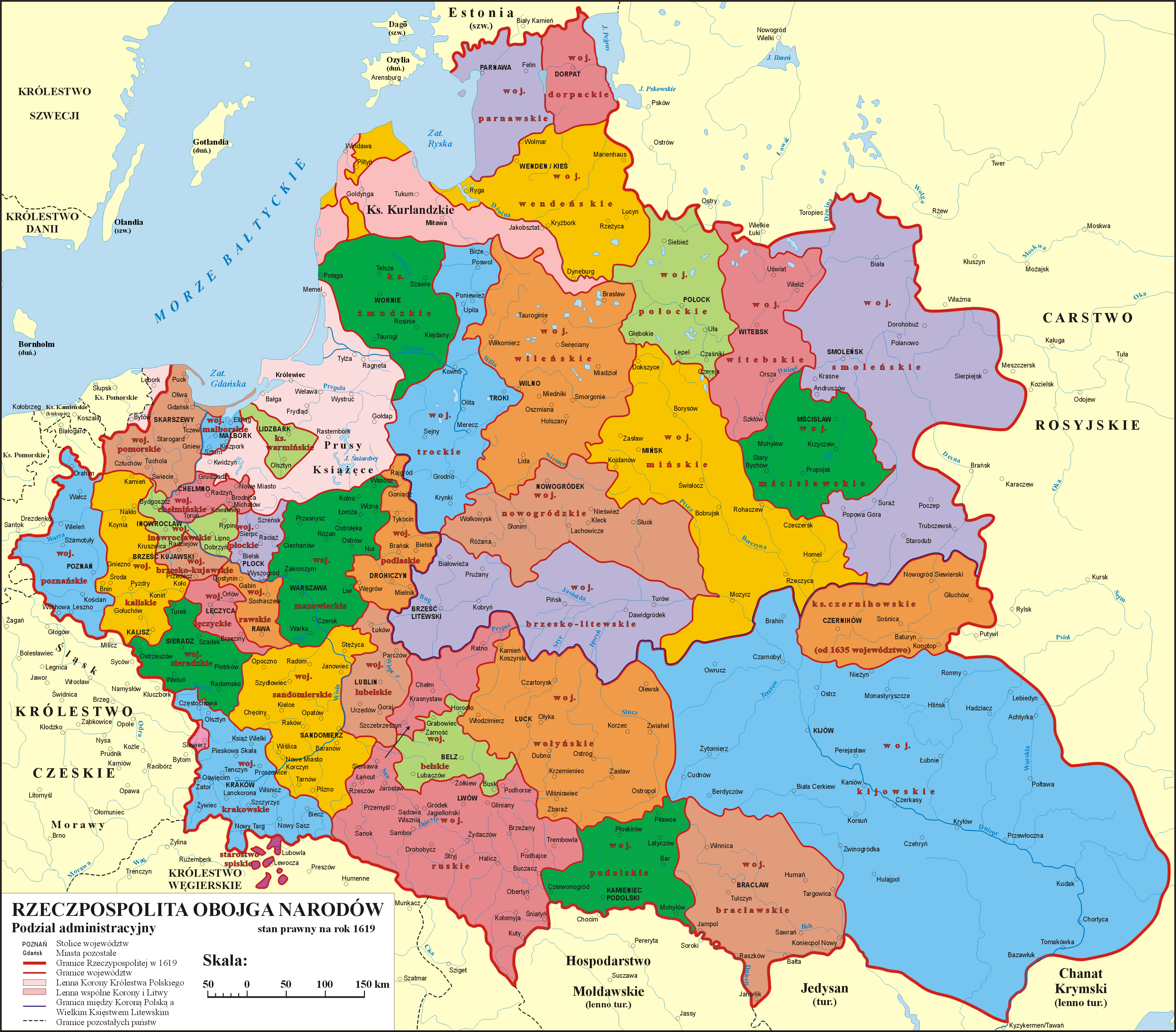
Polen-Litauen 1619

Die Woiwodschaft bestand von einer Verwaltungsreform 1598 an bis zur Besetzung des nordwestlichen Teils des Territoriums einschließlich der Hauptstadt Wenden (lett.: Cēsis) durch Schweden 1621. Völkerrechtlich wurden diese Gebietsverluste erst 1660 anerkannt. Die Reste der Woiwodschaft Wenden gingen in der Woiwodschaft Livland („Polnisch-Livland“) auf.

## Woiwoden
Mit Residenz Wenden:
- Jürgen von Farensbach (1598–1602)
- Maciej Dembiński
- Krzysztof Słuszka

Residenz in „Polnisch-Livland“:
- Teodor Dönhoff (1620–1622)
- Joachim Tarnowski (1627–1641)
- Tomasz Sapieha (1641–1643)
- Paweł Sapieha
- Mikołaj Korft (1656)